# 维杰瓦诺
维杰瓦诺是意大利伦巴第大区帕维亚省的一个镇。

## 友好城市
- 中国温州市
- 義大利菲卡拉
- 義大利马泰拉

## 名人
- 卢多维科·斯福尔扎：米兰公爵
- 埃莱奥诺拉·杜塞：演员
- 吉安-卡洛·罗塔：数学家、哲学家